# Liste der Stolpersteine in Reken
Die Liste der Stolpersteine in Reken enthält die Stolpersteine, die im Rahmen des gleichnamigen Kunst-Projekts von Gunter Demnig in Reken verlegt wurden. Mit ihnen soll an die Opfer des Nationalsozialismus erinnert werden, die in Reken lebten und wirkten.

## Liste der Stolpersteine
| Bild | Name / Inschrift                                                                                             | Adresse                    | Verlegedatum  | Biografie und Anmerkungen                                                         |  |
| --- | --- | -------------------------- | ------------- | --------------------------------------------------------------------------------- |  |
| Bild gesucht Der Benutzer GeorgDerReisende ( Diskussion ) wünscht sich an dieser Stelle ein Bild vom Ort mit diesen Koordinaten 51.787737 7.038424 . Motiv: Dorfstraße 21, Stolperstein für Johanna Humberg, die Lage und das Haus Falls du dabei helfen möchtest, erklärt die Anleitung , wie das geht. BW                   | Hier wohnte Johanna Humberg Jg. 1866 deportiert 1942 Theresienstadt ermordet 25.8.1942                       | Dorfstraße 21 ·            | 26. Jan. 2022 |                                                                                   |  |
| Bild gesucht Der Benutzer GeorgDerReisende ( Diskussion ) wünscht sich an dieser Stelle ein Bild vom Ort mit diesen Koordinaten 51.831566 7.045913 . Motiv: Harrierstraße 2, Stolperstein für Rosa Silberschmidt, die Lage und das Haus Falls du dabei helfen möchtest, erklärt die Anleitung , wie das geht. BW              | Hier wohnte Rosa Silberschmidt geb. Abel Jg. 1882 deportiert 1942 Schicksal unbekannt                        | Harrierstraße 2 ·          | 26. Jan. 2022 |                                                                                   |  |
| Bild gesucht Der Benutzer GeorgDerReisende ( Diskussion ) wünscht sich an dieser Stelle ein Bild vom Ort mit diesen Koordinaten 51.83071 7.046253 . Motiv: Harrierstraße 13, Stolpersteine für die Familie Levinstein, die Lage und das Haus Falls du dabei helfen möchtest, erklärt die Anleitung , wie das geht. BW         | Hier wohnte Hermann Levinstein Jg. 1885 deportiert 1942 Riga ermordet                                        | Harrierstraße 13 ·         | 26. Jan. 2022 |                                                                                   |  |
| Bild gesucht Die Wikipedia wünscht sich an dieser Stelle ein Bild vom hier behandelten Ort. Falls du dabei helfen möchtest, erklärt die Anleitung , wie das geht. BW | Hier wohnte Bertha Levinstein geb. Lebenstein Jg. 1886 gedemütigt/entrechtet Flucht in den Tod 26.4.1937     | Harrierstraße 13 ·         | 26. Jan. 2022 |                                                                                   |  |
| Bild gesucht Die Wikipedia wünscht sich an dieser Stelle ein Bild vom hier behandelten Ort. Falls du dabei helfen möchtest, erklärt die Anleitung , wie das geht. BW | Hier wohnte Albert Lebenstein Jg. 1888 gedemütigt/entrechtet Flucht in den Tod 8.9.1939                      | Harrierstraße 13 ·         | 26. Jan. 2022 |                                                                                   |  |
| Bild gesucht Die Wikipedia wünscht sich an dieser Stelle ein Bild vom hier behandelten Ort. Falls du dabei helfen möchtest, erklärt die Anleitung , wie das geht. BW | Hier wohnte Friederich Lebenstein Jg. 1898 deportiert 1941 Riga Massenerschiessung 30.11.1941 Riga-Rumbula   | Harrierstraße 13 ·         | 26. Jan. 2022 |                                                                                   |  |
| Bild gesucht Der Benutzer GeorgDerReisende ( Diskussion ) wünscht sich an dieser Stelle ein Bild vom Ort mit diesen Koordinaten 51.828499 7.04164 . Motiv: Surkstamm Ecke Dorfheide, Stolpersteine für die Familie Lebenstein, die Lage und das Haus Falls du dabei helfen möchtest, erklärt die Anleitung , wie das geht. BW | Hier wohnte Salomon Lebenstein Jg. 1870 deportiert 1942 Theresienstadt 1942 Treblinka ermordet               | Surkstamm Ecke Dorfheide · | 26. Jan. 2022 |                                                                                   |  |
| Bild gesucht Die Wikipedia wünscht sich an dieser Stelle ein Bild vom hier behandelten Ort. Falls du dabei helfen möchtest, erklärt die Anleitung , wie das geht. BW | Hier wohnte David Lebenstein Jg. 1867 deportiert 1942 Theresienstadt 1942 Treblinka ermordet                 | Surkstamm Ecke Dorfheide · | 26. Jan. 2022 |                                                                                   |  |
| Bild gesucht Die Wikipedia wünscht sich an dieser Stelle ein Bild vom hier behandelten Ort. Falls du dabei helfen möchtest, erklärt die Anleitung , wie das geht. BW | Hier wohnte Martha Lebenstein Jg. 1903 deportiert 1941 Riga 1944 Stutthof ermordet                           | Surkstamm Ecke Dorfheide · | 26. Jan. 2022 | Hier wohnte Martha Lebenstein Jg. ... deportiert 1941 Riga 1944 Stutthof ermordet |  |
| Bild gesucht Die Wikipedia wünscht sich an dieser Stelle ein Bild vom hier behandelten Ort. Falls du dabei helfen möchtest, erklärt die Anleitung , wie das geht. BW | Hier wohnte Berta Lebenstein geb. Gottschalk Jg. 1867 deportiert 1942 Theresienstadt 1944 Treblinka ermordet | Surkstamm Ecke Dorfheide · | 26. Jan. 2022 |                                                                                   |  |